# Carla Campra Elizalde
Carla Maria Campra Elizalde (Barcelona, 16 d'abril de 1999) és una actriu catalana coneguda sobretot per la seva participació a la sèrie d'Antena 3, 90-60-90, diario secreto de una adolecente. També ha actuat a les sèries Yo soy Bea i Águila roja, al costat del seu germà Guillermo Campra.

## Trajectòria
Va treballar com a model de passarel·la en diferents programes de televisió com El Club de TV3 i Corazón, corazón de TVE. Després de fer anuncis publicitaris per a diferents marques, el 2007 va fer la seva primera aparició al cinema a la pel·lícula Atles de geografia humana. El 2008 va participar en la sèrie Cazadores de hombres i va fer de filla d'una de les protagonistes a Yo soy Bea. Un any després, va entrar a formar part del repartiment de la sèrie d'Antena 3 90-60-90, diario secreto de una adolecente, en el paper de Julia.
El 2010, va interpretar a Mariona a la seqüela del telefilm La Mari titulada La Mari 2. El mateix any va treballar en la sèrie d'Antena 3 No soy com tu. El 2011 va aparèixer a la segona part del telefilm La duquesa, interpretant a Eugenia Martínez de Irujo. Aquell mateix any va aconseguir el seu primer paper protagonista al cinema amb la pel·lícula El sueño de Iván, coprotagonitzada per Óscar Casas. També el 2011 va participar en dos curtmetratges: Viernes, al costat d'Óscar Casas i Miliki, i 3D.
En 2016, va protagonitzar l'anunci de Casa Tarradellas sobre les noves masses de pasta de full, en el qual interpretava a Mariona. En 2018 va aparèixer, en el paper d'Irene, a la pel·lícula que va inaugurar el 71è Festival Internacional de Cinema de Canes, Todos lo saben, del director iranià Asghar Farhadi, amb Penélope Cruz, Javier Bardem i Ricardo Darín.

## Filmografia

### Televisió
| Any       | Títol                                      | Cadena    | Personatge                | Notes       |
| --------- | ------------------------------------------ | --------- | ------------------------- | ----------- |
| 2008      | Cazadores de hombres                       | Antena 3  | Laura                     | 1 episodi   |
| 2009      | Yo soy Bea                                 | Telecinco | Paloma                    | 41 episodis |
| 2009      | 90-60-90, diario secreto de una adolecente | Antena 3  | Julia Álvarez             | 8 episodis  |
| 2011      | La duquesa                                 | Telecinco | Eugenia Martínez de Irujo | 1 episodi   |
| 2011-2012 | Águila Roja                                | La 1      | Infanta Margarita         | 2 episodis  |
| 2014      | El secreto de Puente Viejo                 | Antena 3  | Clarita                   | 1 episodi   |
| 2016      | Centro médico                              | La 1      | Clara                     | 2 episodis  |
| 2016      | El hombre de tu vida                       | La 1      | Eva                       | 1 episodi   |
| 2018-2019 | L'altra mirada                             | La 1      | Flavia Cardesa            | 21 episodis |
| 2018      | El Continental                             | La 1      | Martina                   | 1 episodi   |
| 2019-2020 | Señoras del (h)AMPA                        | Telecinco | Elisabeth                 | 3 episodis  |
| 2020-?    | Acacias 38                                 | La 1      | ¿?                        | ¿? episodis |

### Cinema
| Any  | Títol                     | Personatge | Notes        |
| ---- | ------------------------- | ---------- | ------------ |
| 2007 | Atles de geografia humana | Clara      | Secundària   |
| 2009 | La Mari 2                 | Mariona    | Protagonista |
| 2010 | No soy com tu             | Elena      | Protagonista |
| 2011 | El sueño de Iván          | Paula      | Protagonista |
| 2014 | Marsella                  | Marta      | Secundària   |
| 2017 | Verónica                  | Diana      | Secundària   |
| 2018 | Todos lo saben            | Irene      | Secundària   |
| 2022 | La niña de la comunión    | Sara       |              |
| 2022 | La manzana de oro         | Vanessa    |              |
| 2022 | Tras el reflejo           | Ana        |              |